# 김절 충신각
김절 충신각은 충청북도 청주시 청원구에 있다. 2015년 4월 17일 청주시의 향토유적 제126호로 지정되었다.

## 개요
임진왜란때 금산전투에서 순절한 개성김씨 김절의 충절을 기리기 위해 세운 정려각이다.